# Katja Sturm-Schnabl
Katja (Stanislawa Katharina) Sturm-Schnabl, slovenska jezikoslovka in literarna zgodovinarka, * 17. februar 1936, Svinča vas.

## Življenje in delo
Katja Sturm-Schnabl je bila rojena v slovenski družini na avstrijskem Koroškem. Obiskovala je ljudsko šolo in humanistično gimnazijo v Celovcu. Študirala je slavistiko, južnoslovanske literature, jezikoslovje in umetnostno zgodovino. leta 1973 je doktorirala iz slovanskih in bizantinskih študij (disertacija o slovenskem narečju Celovškega polja) ter bila med leti 1973 in 1984 znanstvena sodelavka Komisije za bizantinistiko Avstrijske akademije znanosti (ÖAW), kjer je sodelovala pri prozopografskem leksikonu dobe Paleologov ("Prosopographischen Lexikons der Palaiologenzeit").
Od 1984 predava slovensko in južnoslovansko literaturo ter kulturne študije na Inštitutu za slavistiko Univerze na Dunaju. Njena glavna raziskovalna področja so slovenska in južnoslovanska literatura in kulturna zgodovina, vplivi na druge literature in kulture ter slovenski jezik in literatura na Koroškem. Je redna udeleženka in organizatorka mednarodnih strokovnih srečanj po različnih evropskih državah, prevaja strokovne članke, knjige in eseje iz slovenščine, srbščine, hrvaščine, nemščine, ruščine in francoščine v slovenščino in nemščino.
30. septembra 2015 je prejela Zlato odlikovanje Republike Avstrije  iz rok ministra v uradu predsednika vlade Josefa Ostermayerja za svoja prizadevanja kot priča časa.
8. maja 2016 ji je bil posvečen osrednji članek "Korošica dneva" pod naslovom "Katja Sturm-Schnabl: Lebenswerk in drei Bänden" v nemškem koroškem glasniku Kleine Zeitung.

## Izbrana bibliografija
Strokovni članki
- Novi pogledi na pomembnost dela Jerneja Kopitarja pri razvijanju prepletenosti evropske znanstvene misli. Sova 1 (1996). 7-8. (COBISS)
- Fran Miklošič, ustanovitelj slavistike na univerzi na Dunaju in njen prvi ordinarius. Sova 1 (2009). 9-12. (COBISS)
- Ideja romantične svobode in občutenja v poeziji Urbana Jarnika in Franceta Prešerna. Koroški etnološki zapisi 2 (2003). 43-63. (COBISS)
- Zgodovina slovenske literature v nemščini. Družina in dom 52/3 (2002). I. (COBISS)
- Ženska kot avtorica in lik v novejši slovenski književnosti. Jezik in slovstvo 43/3 (1997/98). 97-108. (COBISS)
- Dunajska slavistika in njen prispevek k slovenski kulturi. Zgodovinski časopis 49/3 (1995). 411-420. (COBISS)
- Slovenski narodni preporod in njegovi neposredni odnosi s francoskim razsvetljenstvom in janzenizmom. Zgodovinski časopis 43/3 (1989). 359-363. (COBISS)
- Slowenische Lexikographie. Berlin, New York: Walter der Gruyter, 1990. (COBISS)

Monografije
- Katja Sturm-Schnabl: Der Briefwechsel Franz Miklosich's mit den Südslaven = Korespondenca Frana Miklošiča z Južnimi Slovani. Maribor: Obzorja, 1991. (COBISS)

Sodelovanje pri monografskih publikacijah
- Tatjana Feinig: Slovenščina v šoli: zgodovina pouka slovenščine na Koroškem. Celovec: Drava, 2008. (COBISS)
- Niko Sturm: Moč = Kraft. Celovec: Drava, 2007. (COBISS)
- Anton Tomaž Linhart: Versuch einer Geschichte von Krain und der übrigen südlichen Slaven Österreichs. Klagenfurt: Wieser, cop. 2001. (COBISS)
- Marija Mitrović: Geschichte der slowenischen Literatur, Von den Anfängen bis zur Gegenwart, Aus dem Serbokroatischen übersetzt, redaktionell bearbeitet und mit ausgewählten Lemmata und Anmerkungen ergänzt von Katja Sturm-Schnabl, Klagenfurt/Celovec idr., Mohorjeva, 2001. (COBISS)

Uredništvo
- Berta Bojetu : prvi mednarodni simpozij : zbornik predavanj. Celovec: Mohorjeva, 2005. (COBISS)
- Bereiche der Slavistik : Festschrift zu Ehren von Josip Hamm. Wien: Verlag der Österreichischen Akademie der Wissenschaften, 1975. (COBISS)

Enciklopedija slovenske kulturne zgodovine na Koroškem
- Katja Sturm-Schnabl, Bojan-Ilija Schnabl (izd./Hg.): Enzyklopädie der slowenischen Kulturgeschichte in Kärnten/Koroška, Von den Anfängen bis 1942. Wien-Köln-Weimar, Böhlau Verlag 2016, 3. zv., 1603 str. (COBISS)